# Tang Bin
Tang Bin (kinesiska: 唐 宾), född den 25 april 1986 i Fengcheng i Kina, är en kinesisk roddare.
Hon tog OS-guld i scullerfyra i samband med de olympiska roddtävlingarna 2008 i Peking.